# Omar Abdulrahman
Omar Abdulrahman Ahmed Al-Raqi Al-Amoodi (arab. عمر عبد الرحمن, ur. 20 września 1991 w Rijadzie) – emiracki piłkarz występujący na pozycji pomocnika w klubie Al-Hilal do którego jest wypożyczony z Al-Ain FC.

## Kariera piłkarska
Omar Abdulrahman urodził się w Rijadzie w Arabii Saudyjskiej, podobnie jak jego bracia Mohamed Abdulrahman oraz Khaled Abdulrahman, którzy także są piłkarzami. Ich rodzice z pochodzenia są Jemeńczykami, ale wyjechali do Arabii Saudyjskiej. Cała rodzina otrzymała obywatelstwo ZEA w momencie, gdy trzej bracia zostali piłkarzami Al Ain. 18 kwietnia 2009 roku zadebiutował w barwach klubu w rozgrywkach ligowych, a niecały miesiąc później - 11 maja zdobył pierwszą bramkę ligową. Niestety po zakończeniu sezonu, w trakcie meczu kadry do lat 20, doznał poważnej kontuzji kolana, która wykluczyła go z gry aż do lutego 2010 roku.
2 stycznia 2011 zadebiutował w reprezentacji Zjednoczonych Emiratów Arabskich w towarzyskim meczu przeciwko Syrii. Na Pucharze Azji 2011 był najmłodszym zawodnikiem w kadrze ZEA. Jego drużyna zajęła ostatnie miejsce w grupie i nie awansowała do dalszej fazy. Po zakończeniu sezonu 2010/2011 został wybrany najbardziej obiecującym młodym piłkarzem ligi. Początek kolejnego sezonu po raz kolejny stracił ze względu na kolejną kontuzję kolana. W sierpniu 2012 roku wystąpił na Igrzyskach Olimpijskich w Londynie. Po odpadnięciu z grupy jego drużyny, Omar został zaproszony na testy przez Manchester City F.C.. Testy zakończono bez podpisania kontraktu, ze względu na małe szanse na uzyskanie pozwolenia na pracę w Wielkiej Brytanii.
W 2015 roku po raz drugi pojechał na Puchar Azji, tym razem zajmując z kadrą 3. miejsce. Rok później został wybrany Azjatyckim Piłkarzem Roku. Latem 2018 roku został wypożyczony do Al-Hilal za kwotę 15 milionów Euro. 20 października 2018 roku po raz trzeci w karierze zerwał więzadła w kolanie, przez co nie znalazł się w kadrze na Puchar Azji rozgrywany w ZEA.